# 인천주안초등학교
인천주안초등학교는 대한민국 인천광역시 미추홀구 주안동에 있는 공립 초등학교이다.

## 연혁
| 1934년 | 6월 1일   | 인천주안공립보통학교 개교(설립인가 2월 19일)                   |
| 1938년 | 4월 1일   | 인천주안공립심상소학교 교명 변경                               |
| 1941년 | 4월 1일   | 인천주안공립국민학교 교명 변경                                 |
| 1981년 | 3월 1일   | 여자 양궁부 창단                                               |
| 1984년 | 9월 22일  | 체육관 신축                                                    |
| 1984년 | 10월 1일  | 남자 배구부 창단                                               |
| 1990년 | 4월 30일  | 컴퓨터실 설치                                                  |
| 1990년 | 11월 12일 | 전산실 설치                                                    |
| 1996년 | 3월 1일   | 인천주안초등학교 교명 변경                                     |
| 1996년 | 5월 20일  | 학교운영위원회 발족                                            |
| 1996년 | 9월 16일  | 급식실 설치 및 전교생 급식 실시                                |
| 1997년 | 5월 26일  | 영어 교실 설치 운영                                            |
| 2002년 | 4월 30일  | 전교실 전화기 설치                                             |
| 2002년 | 8월 5일   | 전교실 학내 전산망 설치                                        |
| 2003년 | 11월 14일 | 솔안말전자도서관 개관                                          |
| 2004년 | 2월 2일   | 교지 『솔안말』창간호 발간                                     |
| 2004년 | 4월 9일   | 민자 유치 컴퓨터실 설치                                        |
| 2008년 | 5월 21일  | 『학교 숲 생태 공원』 조성                                     |
| 2017년 | 12월 28일 | 신축 교사 준공                                                 |
| 2018년 | 2월 2일   | 제80회 졸업식(남59명,56명, 계 115명) 졸업생 누계 총계 27,922명 |
| 2018년 | 3월 1일   | 신축 학교로 이전                                               |
| 2018년 | 3월 1일   | 강당, 컴퓨터1,2실 구축완료                                     |
| 2018년 | 3월 2일   | 병설유치원 개원(3학급)                                         |
| 2018년 | 3월 2일   | 30학급 편성(특수1포함)                                         |
| 2018년 | 9월 1일   | 고경희 교장(제20대) 부임                                       |
| 2019년 | 3월 1일   | 과학실, 미래융합실, 학습준비물실, 영어교실, 음악실 구축완료    |
| 2019년 | 6월 24일  | 학교도서관 구축완료                                            |
| 2020년 | 1월 31일  | 제82회 졸업식(104명, 누계 28133명)                             |
| 2020년 | 1월 31일  | 실과실 구축완료                                                |
| 2020년 | 3월 1일   | 초등 31학급(특수 1), 유치원 4학급(특수 1) 편성                 |

## 이전 이후
이전 이후, 옛 주안초등학교 터에는 포레나미추홀 주상복합아파트가 있다. 2022년 8월부터 입주를 했다.

## 참고 자료
- 인천주안초등학교 - 한국교육학술정보원 학교알리미